# Сан-Марино на літніх Олімпійських іграх 1988
Сан-Марино брало участь у Літніх Олімпійських іграх 1988 року у Сеулі (Південна Корея), але не завоювало жодної медалі.

## Результати змагань

### Важка атлетика
- Паоло Касадей
Легка ваова категорія: ??

### Вітрильний спорт
- Джованні Конті
Віндсерфінг: 42 місце

### Дзюдо
- Альберто Франчіні
Суперлегка вагова категорія: 20 місце

- Лео Сарті
Напівлегка вагова категорія: 20 місце

- Френч Касадей
Середня вагова категорія: 19 місце

### Легка атлетика
- Домінік Канті
Біг на 100 метрів: попередні змагання

- Манліо Молінарі
Біг на 800 метрів: попередні змагання

### Плавання
Чоловіки, 50 метрів вільним стиелм
- Мішель Піва
  1. Попередні запливи — 26.60 (→ не пройшов далі, 63-є місце)

- Філіппо Піва
  1. Попередні запливи — 26.96 (→ не пройшов далі, 66-е місце)

Чоловіки, 100 метрів вільним стилем
- Мішель Піва
  1. Попередні запливи — 57.99 (→ не пройшов далі, 69-е місце)

- Філіппо Піва
  1. Попередні запливи — 58.39 (→ не пройшов далі, 71-е місце)

Чоловіки, 100 метрів на спині
- Філіппо Піва
  1. Попередні запливи — 1:07.63 (→ не пройшов далі, 48-е місце)
- Мішель Піва
  1. Попередні запливи — 1:13.94 (→ не пройшов далі, 56-е місце)

### Стрільба
- Джаєн Нікола Берті
Трап: 33 місце

- Альберто Валентіні
Трап: 33 місце